# Santa Anna de Pontós
Santa Anna de Pontós és una església de Pontós (Alt Empordà) inclosa a l'Inventari del Patrimoni Arquitectònic de Catalunya.

## Descripció
Capella situada al costat de l'N-II, totalment aïllada i al límit dels pobles de Pontós i Garrigàs. La capella té la casa de l'ermita adossada en el costat meridional, formant una sola construcció.
A llevant hi ha un pòrtic, amb un arc rebaixat de rajols, mentre l'arcada que dona a tramuntana és de punt rodó. El portal és de mig punt i la teulada a dos vessants. Al centre de la teulada s'aixeca el campanar de cadireta amb un sol arc.
L'interior està cobert amb volta de canó.